# Prêmio Gruber de Neurociência
O Prêmio Gruber de Neurociência (em inglês:  Gruber Neuroscience Prize) é um prêmio na área de neurociência concedido desde 2004 pela Fundação Gruber.
O prêmio é dotado com US$ 500.000.

## Recipientes
- 2004 Seymour Benzer
- 2005 Eric Knudsen, Masakazu Konishi
- 2006 Masao Itō, Roger Nicoll
- 2007 Shigetada Nakanishi
- 2008 John O'Keefe
- 2009 Jeffrey Hall, Michael Rosbash, Michael Warren Young
- 2010 Robert Wurtz
- 2011 Huda Zoghbi
- 2012 Lily Jan, Yuh Nung Jan
- 2013 Eve Marder
- 2014 Thomas Jessell
- 2015 Michael Eldon Greenberg, Carla Shatz
- 2016 Mu-Ming Poo
- 2017 Joshua Richard Sanes
- 2018 Ann Graybiel, Okihide Hikosaka, Wolfram Schultz
- 2019 Joseph Takahashi